# Robert Blüthner
Paul Robert Blüthner (* 12. Januar 1867 in Leipzig; † 30. November 1941) war ein deutscher Jurist und Unternehmer.

## Leben
Robert Blüthner wurde 1867 als Sohn von Julius Blüthner in Leipzig geboren. Er besuchte bis 1889 die Thomasschule zu Leipzig. Danach studierte er Rechtswissenschaften an der Universität Leipzig und wurde 1898 mit der Dissertation Die rechtliche Stellung der Handlungsagenten zum Dr. jur. promoviert.
Im Jahr 1904 wurde er kaufmännischer Leiter der Julius Blüthner Pianofortefabrik. Er reiste mehrmals nach Südamerika und fertigte vielbeachtete Berichte an. Der Vertrieb der hochwertigen Pianos wurde auf die ganze Welt ausgeweitet. Aufgrund seiner Mitunterstützung kam es 1923 zur Gründung des Leipziger Sinfonie-Orchesters. Blüthner war Beisitzer im Verband Deutscher Pianofortefabrikanten. Seine Brüder waren Heinrich Bruno (* 9. August 1869; † 7. März 1946; Leitung der Produktion) und Adolf Max (* 1862; † 9. Dezember 1919; Entwicklung der Konzertflügel). Er adoptierte Rudolph Blüthner-Haessler, der das Unternehmen 1932 fortführte.
Robert Blüthners Urne wurde im Blüthnerschen Erbbegräbnis in der IV. Abteilung des Neuen Johannisfriedhofs beigesetzt. Dort ruhen auch seine Eltern und seine Brüder.